# Храм Різдва Пресвятої Богородиці (Ірпінь)
Храм Різдва́ Пресвято́ї Богоро́диці у м. Ірпінь— греко-католицький храм. Належить до Київської архиєпархії Української Греко-Католицької Церкви. Парафія заснована в серпні 1999 р. Каплиця святої Анни почала діяти з листопада 2009 р. Храм освячено 6 грудня 2015 р. На парафії служать 2 священики. 

## Офіційні медіа
Сайт  парафії Різдва Пресвятої Богородиці
Сторінка у facebook

## Історія
Історія становлення парафії Різдва Пресвятої Богородиці м. Ірпеня є довгою, складною і тернистою, як і історія самої УГКЦ. Засновниками парохії є родина п. Бориса Мамчура. Батьки п. Бориса – Степан та Катерина Мамчур у свій час внесли вагомий внесок у розвиток парафії Різдва Пресвятої Богородиці УГКЦ.
Духівником родини  Мамчур по поверненні із заслання у 1967 р. був о. Степан Яворський, котрий оселився у Вінниці, але щосуботи ввечері приїздив в Ірпінь, щоб у неділю зранку, а саме о 4-5 годині, аби не привертати зайвої уваги, в квартирі Мамчур сповідав, служив Св. Літургію, а по сніданку від’їжджав. Згодом і інші підпільні священнослужителі відвідували цю домівку та щотижня відправляли Святу Літургію.

### 1990-і роки. Заснування.
На початку 90-х років греко-католицькі родини Ірпеня почали відвідувати греко-католицькі храми Києва.
У 1999 році, завдяки ініціативній групі парафіян, було вирішено юридично зареєструвати парафію. 
У серпні 1999 р. було офіційно зареєстровано релігійну громаду Різдва Пресвятої Богородиці першим адміністратором призначено о. Анатолія Теслю. Відправляти Святу Літургію у квартирі вже було не можливо через те, що вірних ставало дедалі більше і просто на усіх вже не вистачало місця. Постала гостра проблема приміщення. На допомогу прийшли сестри римо-католики, котрі ласкаво погодили ділити приміщення з громадою УГКЦ. Щонеділі з Києва почали приїжджати сестри-василянки  провадити недільну школу для дітей.

### 21-те століття
В серпні 2000 року було призначено адміністратором о. Миколу Бердника, який чимало зусиль приклав до розвитку парохії.
16 травня 2006 р. парохія вперше вітала у себе Владику Богдана (Дзюзаха) – єпископа-помічника Київської Архиєпархії.
На Різдво 2006 року, пластунами нашої парафії Ірпіня було зорганізоване свято передачі Вифлиємського вогню мешканцям та міській владі м. Ірпеня. На головній площі міста окрім представників мерії були присутні: священики Української Православної Церкви Київського Патріархату з парохіянами.
16 вересня 2007 р. Блаженніший Верховний Архієпископ Любомир (Гузар) призначив адміністратором о. Мирослава Латинника.
В 23 лютого 2009 р. Ірпінська Міська Рада виділила під будівництво храму. Після Зіслання Святого Духа в 2009 р. на земельній ділянці розпочалося тимчасове будівництво по встановленню каплиці Св. Анни та встановлення тимчасової огорожі.

### Перша Літургія і Хрещення
21 листопада 2009 р. відслужена перша Божественна Літургія, яку очолив настоятель парафії о. Мирослав Латинник, в той же день відбулися перше таїнство Хрещення, яке здійснив сотрудник о. Віталій Воєца.
22 листопада 2009 р. в неділю Св. Божественну Архієрейську Літургію очолив Владика Йосиф (Мілян) – єпископ-помічник Київської Архиєпархії, який освятив каплицю Св. Анни та нагородив жертводавців та активних парохіян Подячними Грамотами від Блаженнішого Любомира (Гузара). Подію посвячення каплиці було висвітлено на першій сторінці місцевої преси «Ірпінський вісник».
З наступного дня і кожного дня в каплиці Св. Анни зранку і ввечері підноситься молитва до Престолу Божого за всіх людей доброї волі.

### Будівництво храму
16 жовтня 2011 р. Владикою Йосифом (Міляном) було освячено наріжний камінь нового храму.
21 вересня 2014 р. Владикою Йосифом (Міляном) було освячено купольний хрест.
5 липня 2015 р. за участю о. Романа Мірчук зі США (штат Нью Джерсі), колишнього віце-ректор Львівської семінарії Святого Духа було освячено фронтонний хрест.
21 вересня 2015 р. за участю о. Богдана Чурила було освячено запрестольну ікону Різдва Пресвятої Богородиці.

#### Посвячення храму
6 грудня 2015 р. відбулося освячення храму. Архиєрейську Літургію очолив Блаженнійший Святослав (Шевчук).
У престол храму вкладено мощі блаженного священномученика Миколая Чарнецького, який був мучеником сталінських концтаборів.
Під час проповіді до вірних Предстоятель Церкви відзначив, що «сам обряд освячення храму, навіть історія його спорудження є ніщо інше як ікона того справжнього невидимо храму, яким є Церква, спільнота людей».
За його словами, цей храм постав тільки через те, що тут, навіть у тій маленькій капличці, люди стояли перед Божим обличчям і молилися… «Повірте мені, вістка про справжню християнську родину в цій парафії вийшла далеко поза межі міста Ірпеня. Вона досягнула і Канади, і США. Тому цей храм постав. Цей храм є такий світлий і відкритий саме через те, що тут перш за все з відкритим серцем і обличчям дбали не про будівлі, а дбали про людей… Можу посвідчити, матеріальні ресурси, які мала громада, є набагато меншими, від усього того, що вона дала людям. Особливо впродовж останніх двох років. Скільки було зроблено добрих діл милосердя, скільки людей почуло себе любленими… Тут ніхто нікого не запитував, якою мовою ти розмовляєш, чи які погляди сповідуєш. Саме через те, що тут є люди справді високої духовної свободи і відкритості, так багато людей зійшлося на його освячення», – розповів Блаженніший Святослав.
Глава Церкви побажав усім нам, щоби сьогодні, у той такий страшний час, ми всі вистояли в гідності і любові, дбали більше про добро ближнього, ніж про себе. «А тоді, будьте певні, Бог про вас подбає і нікого з вас не забуде», – запевнив Предстоятель УГКЦ.
На завершення Літургії Блаженніший Святослав урочисто передав парафії ікону Пресвятої Богородиці Замилування, яку написали молоді українці під час літніх іконописних шкіл у Польщі. Своїм декретом Глава УГКЦ, зважаючи на авторство цієї ікони, іменував її «Надія молоді».
10 квітня 2016 р. Владика Йосиф (Мілян) освятив проскомидійник і тетрапод.

## Розклад богослужінь

### Понеділок
9.00 – Божественна Літургія
18.00 – Вечірня

### Вівторок
9.00 – Божественна Літургія
18.00 – Вечірня

### Середа
9.00 – Божественна Літургія
18.00 – Вечірня

### Четвер
9.00 – Божественна Літургія
18.00 – Акафіст до Пресвятої Богородиці ради її ікони “Неіспиваємая чаша”

### П’ятниця
9.00 – Літургія
18.00 – Вечірня

### Субота
9.00 – Божественна Літургія (за померлих)
18.00 – Вечірня

### Неділя
8.30 – Утреня
10.00 – Божественна Літургія
17.00 – Акафіст до Пресвятої Богородиці

## Священики
На парафії служать 2 священики:
- настоятель храму, протоієрей Мирослав Латинник
- сотрудник парохії, протоієрей Віталій Воєца

## Спільноти
На парафії діють дві спільноти:
- «Матері в молитві» (жіноча)
- Рада Лицарів Колумба імені блаженного Миколи Чарнецького (чоловіча)

Помилка Lua у Модуль:Message_box у рядку 159: attempt to index a nil value.